# The Cloisters

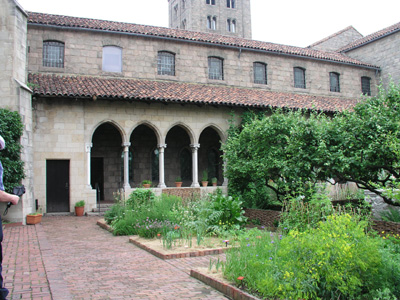
De tuin van The Cloisters in het Fort Tryon Park, New York

The Cloisters is een vestiging van het Amerikaanse Metropolitan Museum of Art in New York, specifiek voor kunst en architectuur uit de Europese middeleeuwen. The Cloisters is gevestigd in Fort Tryon Park, Washington Heights, vlak bij het noordelijke punt van Manhattan, op een heuvel, uitkijkend over rivier de Hudson. Bij The Cloisters hoort het museumgebouw en de omliggende 16.000 m² grond.

## Collectie
De collectie van The Cloisters bevat ongeveer 5.000 Europese kunstwerken uit de middeleeuwen, met de nadruk op de periode tussen de 12e en 15e eeuw. Onder de bekende werken in de collectie zijn onder andere zeven Vlaamse Primitieven, zoals van Robert Campin. Daarnaast bezit het museum geïllustreerde boeken uit de middeleeuwen. Een topstuk is het zogeheten Cloisters kruis.
Het gebouw zelf is ook een middeleeuws kunstwerk. Het is samengesteld met delen van vijf Franse kloosters. Deze Europese gebouwen werden gedemonteerd en werden in 1934-1938 herbouwd in het Fort Tryon Park. Het museum en het bijbehorende park zijn gebouwd met hulp van de filantroop John D. Rockefeller jr., die een groot deel van de collectie heeft gedoneerd. Het geheel was voltooid in 1938.